# Cinq Fusils à l'ouest
 (juin 2024).
Pour plus de détails, voir Fiche technique et Distribution.
Cinq Fusils à l'ouest (Five Guns West) est un film américain réalisé par Roger Corman, sorti en 1955.

## Synopsis
La guerre de Sécession touche à sa fin. Les Sudistes ont perdu un nombre important d'hommes et ne voulant pas en perdre davantage, l'armée confédérée fait parfois appel à des condamnés à mort auxquels elle demande d'effectuer des missions dangereuses en échange de leur amnistie. Cinq condamnés acceptent ce marché. Ils doivent hors du territoire de l'Union intercepter la diligence qui convoie un ancien espion sudiste et un chargement de trente mille dollars en or. L'embuscade est prévue dans le relais de diligence d'une ville minière désertée. Durant les trois jours de cheval nécessaires pour rallier cette ville morte, les cinq cavaliers vont s'observer, chacun cherche un allié pour éliminer les autres et garder l'or.

## Fiche technique
- Titre original : Five Guns West
- Titre français : Cinq Fusils à l'ouest
- Réalisation : Roger Corman
- Scénario : Robert Wright Campbell, Roger Corman
- Photographie : Floyd Crosby
- Musique composée et dirigée par : Buddy Bregman
- Décors : Ben Hayne
- Montage : Ronald Sinclair
- Son : Philip Mitchell
- Producteur : Roger Corman / Producteur associé : Ben Hayne
- Directeur de production : Maurice Vaccarino
- Société de production : Palo Alto Productions, Inc.
- Sociétés de distribution  États-Unis : American Releasing Corporation ;  France : Les Films Corona
- Pays de production : États-Unis
- Genre : western
- Date de sortie : 
  - États-Unis : 15 avril 1955
  - France : 10 avril 1957

## Distribution
Légende : 1er doublage (1956) / 2e doublage (Années 80)
- John Lund (VF : Raymond Loyer / Philippe Ogouz) : Govern Sturges, le chef du commando
- Dorothy Malone (VF : Jacqueline Carrel / Évelyn Séléna) : Shalee Jethro, la nièce du tenancier du relais
- Touch Conners (VF : Jean-Claude Michel / Jean-Luc Kayser) : Hale Clinton, un homme cupide et jaloux, membre du commando
- Bob Campbell (VF : Roger Rudel / François Leccia) : John Morgan Candy
- Jonathan Haze (VF : Pierre Trabaud / Edgar Givry) : William Parcell 'Billy' Candy
- Paul Birch (VF : Jean Brochard / Raoul Delfosse) : J.C. Haggard

- James Stone : l'oncle Mike, tenancier du relais
- Larry Thor (en) : le capitaine des confédéres
- Boyd Morgan : Hoagie
- Lionel Place
- William Taylor
- James Sikking : le sergent de l'Union (non crédité)

## Autour du film
- Robert Wright Campbell auteur du scénario a touché 200 $ à ce titre, se plaignant auprès de Corman de ce montant, ce dernier lui a alors proposé de jouer le rôle de John Morgan Candy
- Le film a été tourné en neuf jours, avec un budget réduit.